# Discografia de Ringo Starr
Este artigo apresenta a discografia de Ringo Starr, ex-baterista e ocasional vocalista e compositor da banda britânica The Beatles. Quando a banda se separou em abril de 1970, Starr embarcou em uma carreira solo. Junto dos outros Beatles, passou a primeira metade da década de 1970 na Apple Records, selo criado pela banda para eles próprios. Starr mudou-se para a Atlantic Records depois que seu contrato com a EMI expirou e sua carreira diminuiu em impacto comercial, embora tenha continuado a gravar e eventualmente fazer turnês com sua All Starr Band.

## Álbuns

### Álbuns de estúdio
| Título                                         | Detalhes do álbum | Melhor posição nas paradas musicais | Melhor posição nas paradas musicais | Melhor posição nas paradas musicais | Melhor posição nas paradas musicais | Melhor posição nas paradas musicais | Melhor posição nas paradas musicais | Melhor posição nas paradas musicais | Melhor posição nas paradas musicais | Melhor posição nas paradas musicais | Melhor posição nas paradas musicais | Vendas                 | Certificações            |
| Título                                         | Detalhes do álbum | UK                                  | AUS                                 | AUT                                 | CAN                                 | GER                                 | JPN                                 | NL                                  | NOR                                 | SWE                                 | US                                  | Vendas                 | Certificações            |
| ---------------------------------------------- | --- | ----------------------------------- | ----------------------------------- | ----------------------------------- | ----------------------------------- | ----------------------------------- | ----------------------------------- | ----------------------------------- | ----------------------------------- | ----------------------------------- | ----------------------------------- | ---------------------- | ------------------------ |
| Sentimental Journey                            | - Lançamento: 27 de março de 1970 (UK) 24 de abril de 1970 (US) - Produtora: Apple - Formato: LP, cartucho, cassete, CD, DL                              | 7                                   | 15                                  | —                                   | 42                                  | —                                   | 59                                  | —                                   | 66                                  | —                                   | 22                                  | - US: 500,000          |                          |
| Beaucoups of Blues[A]                          | - Lançamento: 25 de setembro de 1970 (UK) 28 de setembro de 1970 (US) - Gravadora: Apple - Formato: LP, cartucho, cassete, CD, DL                        | —                                   | 33                                  | —                                   | 34                                  | —                                   | —                                   | —                                   | —                                   | —                                   | 65                                  |                        |                          |
| Ringo                                          | - Lançamento: 2 de novembro de 1973 (US) 9 de novembro de 1973 (UK) - Gravadora: Apple - Formato: LP, cartucho, cassete, CD, DL                          | 7                                   | 2                                   | —                                   | 1                                   | 28                                  | 10                                  | 7                                   | 5                                   | —                                   | 2                                   |                        | - UK: Ouro - US: Platina |
| Goodnight Vienna                               | - Lançamento: 15 de novembro de 1974 (UK) 18 de novembro de 1974 (US) - Gravadora: Apple - Formato: LP, cartucho, cassete, CD, DL                        | 30                                  | 11                                  | 8                                   | 12                                  | 39                                  | 53                                  | —                                   | 15                                  | —                                   | 8                                   |                        | - UK: Prata - US: Ouro   |
| Ringo's Rotogravure                            | - Lançamento: 17 de setembro de 1976 (UK) 27 de setembro de 1976 (US) - Gravadora: Polydor (UK), Atlantic (US) - Formato: LP, cartucho, cassete, CD, DL  | —                                   | 19                                  | 10                                  | 35                                  | —                                   | 18                                  | 16                                  | 14                                  | 19                                  | 28                                  |                        |                          |
| Ringo the 4th                                  | - Lançamento: 20 de setembro de 1977 (UK) 30 de setembro 1977 (US) - Gravadora: Polydor (UK), Atlantic (US) - Formato: LP, cartucho, cassete, CD, DL     | —                                   | 65                                  | —                                   | 94                                  | —                                   | 71                                  | —                                   | —                                   | —                                   | 162                                 |                        |                          |
| Bad Boy                                        | - Lançamento: 21 de abril de 1978 (UK) 16 de junho de 1978 (US) - Gravadora: Polydor (UK), Portrait (US) - Formato: LP, cartucho, cassete, CD, DL        | —                                   | 98                                  | —                                   | —                                   | —                                   | —                                   | —                                   | —                                   | —                                   | 129                                 |                        |                          |
| Stop and Smell the Roses                       | - Lançamento: 27 de outubro de 1981 (US) 20 de novembro de 1981 (UK) - Gravadora: Boardwalk (US), RCA (UK) - Format: LP, cartucho, cassete, CD, DL       | —                                   | —                                   | 13                                  | —                                   | —                                   | —                                   | —                                   | —                                   | —                                   | 98                                  |                        |                          |
| Old Wave                                       | - Lançamento: 16 de junho de 1983 (Alemanha) 24 de junho de 1983 (Canadá) - Gravadora: Bellaphon (Alemanha), RCA (Canadá) - Formato: LP, cassete, CD, DL | —                                   | —                                   | —                                   | —                                   | —                                   | —                                   | —                                   | —                                   | —                                   | —                                   |                        |                          |
| Time Takes Time                                | - Lançamento: 22 de maio de 1992 (US) 29 de junho de 1992 (UK) - Gravadora: Private Music - Formato: LP, cassete, CD, DL                                 | —                                   | —                                   | 19                                  | —                                   | —                                   | —                                   | —                                   | —                                   | 34                                  | —                                   |                        |                          |
| Vertical Man                                   | - Lançamento: 16 de junho de 1998 (US) 3 de agosto de 1998 (UK) - Gravadora: Mercury - Formato: Cassete, CD, DL                                          | 85                                  | —                                   | —                                   | —                                   | 59                                  | —                                   | —                                   | —                                   | —                                   | 61                                  | - UK: 2,000            |                          |
| I Wanna Be Santa Claus                         | - Lançamento: 19 de outubro de 1999 - Gravadora: Mercury - Formato: Cassete, CD, DL                                                                      | —                                   | —                                   | —                                   | —                                   | —                                   | —                                   | —                                   | —                                   | —                                   | —                                   |                        |                          |
| Ringo Rama[B]                                  | - Lançamento: 25 de março de 2003 - Gravadora: Koch - Formato: Cassete, CD, DL                                                                           | —                                   | —                                   | —                                   | —                                   | —                                   | 289                                 | —                                   | —                                   | —                                   | 113                                 |                        |                          |
| Choose Love[B]                                 | - Lançamento: 7 de junho 2005 (US) 25 de julho de 2005 (UK) - Gravadora: Koch (US), CNR (UK) - Formato: CD, DL                                           | —                                   | —                                   | —                                   | —                                   | —                                   | —                                   | —                                   | —                                   | —                                   | —                                   |                        |                          |
| Liverpool 8[C]                                 | - Lançamento: 14 de janeiro de 2008 - Gravadora: Capitol - Formato: CD, USB, DL                                                                          | 91                                  | —                                   | 71                                  | —                                   | 94                                  | 207                                 | —                                   | —                                   | 53                                  | 94                                  | - US: 31,000           |                          |
| Y Not[D]                                       | - Lançamento: 12 de janeiro de 2010 - Gravadora: Hip-O, UMe - Formato: CD, DL, LP                                                                        | —                                   | —                                   | —                                   | —                                   | 75                                  | 190                                 | —                                   | —                                   | —                                   | 58                                  |                        |                          |
| Ringo 2012[D]                                  | - Lançamento: 30 de janeiro de 2012 (internacionalmente) 31 de janeiro de 2012 (US) - Gravadora: Hip-O, UMe - Formato: CD, DL, LP                        | 181                                 | —                                   | 75                                  | —                                   | 69                                  | 110                                 | —                                   | —                                   | —                                   | 80                                  | - UK: 752 - US: 19,000 |                          |
| Postcards from Paradise                        | - Lançamento: 31 de março de 2015 - Gravadora: UMe - Formato: CD, DL, LP                                                                                 | 157                                 | —                                   | —                                   | —                                   | —                                   | 83                                  | 95                                  | —                                   | —                                   | 99                                  |                        |                          |
| Give More Love                                 | - Lançamento: 15 de setembro de 2017 - Gravadora: UMe - Formato: CD, DL, LP                                                                              | 105                                 | —                                   | 65                                  | —                                   | 69                                  | 68                                  | —                                   | —                                   | —                                   | 128                                 |                        |                          |
| What's My Name                                 | - Lançamento: 25 de outubro de 2019 - Gravadora: UMe - Formato: CD, DL, LP                                                                               | 99                                  | —                                   | 43                                  | —                                   | 40                                  | 49                                  | —                                   | —                                   | —                                   | 127                                 |                        |                          |
| Look Up                                        | - Lançamento: 10 de janeiro de 2025 - Gravadora: UMe - Formato: Streaming, DL, LP                                                                        | 79                                  | —                                   | 14                                  | —                                   | 14                                  | 35                                  | —                                   | —                                   | —                                   | 147                                 |                        |                          |
| "—" indica álbuns que não chegaram às paradas. | |                                     |                                     |                                     |                                     |                                     |                                     |                                     |                                     |                                     |                                     |                        |                          |

Notas
- A^ Beaucoups of Blues também chegou ao número 35 na parada Billboard Top Country Albums.
- B^ Ringo Rama e Choose Love também chegaram aos números 6 e 29 respectivamente na parada Billboard Top Independent Albums.
- C^ Liverpool 8 também chegou ao número 94 na parada Billboard Top Internet Albums.
- D^ Y Not e Ringo 2012 também chegaram aos números 16 e 21 respectivamente na parada Billboard Top Rock Albums.

### Álbuns ao vivo

#### Solo
| Título                          | Detalhes do álbum                                                                   |
| ------------------------------- | ----------------------------------------------------------------------------------- |
| VH1 Storytellers                | - Lançamento: 20 de outubro de 1998 - Gravadora: Mercury - Formato: Cassete, CD, DL |
| Ringo Starr: Live at Soundstage | - Lançamento: 23 de outubro de 2007 - Gravadora: Koch - Formato: CD, DL             |

#### Ringo Starr & His All-Starr Band
| Título                                                           | Detalhes do álbum |
| ---------------------------------------------------------------- | --- |
| Ringo Starr and His All-Starr Band                               | - Lançamento: 8 de outubro de 1990 (UK) 12 de outubro de 1990 (US) - Gravadora: EMI (UK), Rykodisc (US) - Formato: LP, cassete, CD |
| Ringo Starr and His All Starr Band Volume 2: Live from Montreux  | - Lançamento: 14 de setembro de 1993 - Gravadora: Rykodisc - Formato: Cassete, CD                                                  |
| Ringo Starr and His Third All-Starr Band-Volume 1                | - Lançamento: 12 de agosto de 1997 - Gravadora: Blockbuster - Formato: Cassete, CD                                                 |
| King Biscuit Flower Hour Presents Ringo & His New All-Starr Band | - Lançamento: 6 de agosto de 2002 - Gravadora: King Biscuit - Formato: CD                                                          |
| Extended Versions                                                | - Lançamento: 1 de abril de 2003 - Gravadora: BMG - Formato: CD                                                                    |
| Tour 2003                                                        | - Lançamento: 23 de março de 2004 - Gravadora: Koch - Formato: CD                                                                  |
| Ringo Starr and Friends                                          | - Lançamento: 15 de agosto de 2006 - Gravadora: Disky - Formato: CD                                                                |
| Ringo Starr & His All Starr Band Live 2006                       | - Lançamento: 7 de julho de 2008 - Gravadora: Koch - Formato: CD, download digital                                                 |
| Live at the Greek Theatre 2008                                   | - Lançamento: 27 de julho de 2010 - Gravadora: Universal Music - Formato: CD                                                       |

### Álbuns de compilação

#### Solo
| Título                                         | Detalhes do álbum | Melhor posição nas paradas musicais | Melhor posição nas paradas musicais | Melhor posição nas paradas musicais | Melhor posição nas paradas musicais | Melhor posição nas paradas musicais |
| Título                                         | Detalhes do álbum | UK                                  | AUS                                 | JPN                                 | NOR                                 | US                                  |
| ---------------------------------------------- | --- | ----------------------------------- | ----------------------------------- | ----------------------------------- | ----------------------------------- | ----------------------------------- |
| Blast from Your Past                           | - Lançamento: 25 de novembro de 1975 (US) 12 de dezembro de 1975 (UK) - Gravadora: Apple - Formato: LP, cartucho, cassete, CD | —                                   | 95                                  | 44                                  | 21                                  | 30                                  |
| Starr Struck: Best of Ringo Starr, Vol. 2      | - Lançamento: 24 de fevereiro de 1989 - Gravadora: Rhino - Formato: LP, cassete, CD                                           | —                                   | —                                   | —                                   | —                                   | —                                   |
| Photograph: The Very Best of Ringo Starr       | - Lançamento: 27 de agosto de 2007 - Gravadora: Capitol, Apple - Formato: CD, download digital                                | 26                                  | —                                   | 84                                  | —                                   | 130                                 |
| Ringo 5.1: The Surround Sound Collection       | - Lançamento: 24 de março de 2008 - Gravadora: Koch - Formato: CD, DL                                                         | —                                   | —                                   | —                                   | —                                   | —                                   |
| Icon                                           | - Lançamento: 9 de setembro de 2014 - Gravadora: Capitol, Apple - Formato: CD                                                 | —                                   | —                                   | —                                   | —                                   | —                                   |
| "—" indica álbuns que não chegaram às paradas. | |                                     |                                     |                                     |                                     |                                     |

#### Ringo Starr & His All-Starr Band
| Título                  | Detalhes do álbum                                                                                                   | Melhor posição nas paradas musicais | Melhor posição nas paradas musicais | Melhor posição nas paradas musicais | Melhor posição nas paradas musicais | Melhor posição nas paradas musicais |
| Título                  | Detalhes do álbum                                                                                                   | UK                                  | AUS                                 | JPN                                 | NOR                                 | US                                  |
| ----------------------- | --- | ----------------------------------- | ----------------------------------- | ----------------------------------- | ----------------------------------- | ----------------------------------- |
| The Anthology... So Far | - Lançamento: 5 de fevereiro de 2001 (UK) 24 de julho de 2001 (US) - Gravadora: Eagle (UK), Koch (US) - Formato: CD | —                                   | —                                   | —                                   | —                                   | —                                   |

### Outros
| Título           | Detalhes do álbum                                                                             |
| ---------------- | --------------------------------------------------------------------------------------------- |
| Scouse the Mouse | - Lançamento: 9 de dezembro de 1977 - Gravadora: Polydor - Formato: LP, cartucho, cassete, CD |

## Singles
| Títulos (lado A, lado B) Ambos lados do mesmo álbum, exceto onde indicado | Ano  | Melhor posição nas paradas musicais | Melhor posição nas paradas musicais | Melhor posição nas paradas musicais | Melhor posição nas paradas musicais | Melhor posição nas paradas musicais | Melhor posição nas paradas musicais | Melhor posição nas paradas musicais | Melhor posição nas paradas musicais | Melhor posição nas paradas musicais | Melhor posição nas paradas musicais | Melhor posição nas paradas musicais | Melhor posição nas paradas musicais | Melhor posição nas paradas musicais | Álbum                                                      | Certificações          |
| Títulos (lado A, lado B) Ambos lados do mesmo álbum, exceto onde indicado | Ano  | UK                                  | AUS                                 | BEL                                 | CAN                                 | CAN AC                              | GER                                 | JPN                                 | NL                                  | NOR                                 | SWI                                 | US                                  | US AC                               | NZ                                  | Álbum                                                      | Certificações          |
| --- | ---- | ----------------------------------- | ----------------------------------- | ----------------------------------- | ----------------------------------- | ----------------------------------- | ----------------------------------- | ----------------------------------- | ----------------------------------- | ----------------------------------- | ----------------------------------- | ----------------------------------- | ----------------------------------- | ----------------------------------- | ---------------------------------------------------------- | ---------------------- |
| "Beaucoups of Blues" com "Coochy Coochy" (faixa sem álbum) | 1970 | —                                   | 66                                  | —                                   | 35                                  | —                                   | 43                                  | —                                   | —                                   | —                                   | —                                   | 87                                  | —                                   | —                                   | Beaucoups of Blues                                         |                        |
| "It Don't Come Easy" com "Early 1970" | 1971 | 4                                   | 3                                   | 9                                   | 1                                   | —                                   | 5                                   | 30                                  | 7                                   | 5                                   | 5                                   | 4                                   | 24                                  | 7                                   | Blast From Your Past                                       | - US: ouro             |
| "Back Off Boogaloo" com "Blindman" (faixa sem álbum) | 1972 | 2                                   | 14                                  | 23                                  | 2                                   | —                                   | 12                                  | 58                                  | 7                                   | —                                   | 8                                   | 9                                   | —                                   | 19                                  | Blast From Your Past                                       |                        |
| "Photograph" com "Down and Out" (faixa sem álbum) | 1973 | 8                                   | 1                                   | 8                                   | 1                                   | 3                                   | 5                                   | 55                                  | 4                                   | 6                                   | 6                                   | 1                                   | 3                                   | 1                                   | Ringo                                                      | - US: ouro             |
| "You're Sixteen" com "Devil Woman" | 1973 | 4                                   | 6                                   | 10                                  | 2                                   | 13                                  | 19                                  | 74                                  | 6                                   | 6                                   | —                                   | 1                                   | 2                                   | 1                                   | Ringo                                                      | - UK: prata - US: ouro |
| "Oh My My" com "Step Lightly" | 1974 | —                                   | 62                                  | 30                                  | 3                                   | —                                   | 34                                  | —                                   | 18                                  | —                                   | —                                   | 5                                   | 24                                  | 17                                  | Ringo                                                      |                        |
| "Only You (And You Alone)" com "Call Me" | 1974 | 28                                  | 45                                  | 29                                  | 17                                  | 1                                   | 28                                  | 79                                  | —                                   | —                                   | —                                   | 6                                   | 1                                   | —                                   | Goodnight Vienna                                           |                        |
| "Snookeroo" / | 1974 | —                                   | —                                   | —                                   | —                                   | —                                   | —                                   | —                                   | —                                   | —                                   | —                                   | 3                                   | —                                   | —                                   | Goodnight Vienna                                           |                        |
| "No No Song" | 1975 | —                                   | —                                   | —                                   | 1                                   | —                                   | —                                   | —                                   | —                                   | —                                   | —                                   | 3                                   | —                                   | 7                                   | Goodnight Vienna                                           |                        |
| "It's All Down to Goodnight Vienna" com "Oo-Wee" | 1975 | —                                   | —                                   | —                                   | 13                                  | —                                   | —                                   | —                                   | —                                   | —                                   | —                                   | 31                                  | —                                   | —                                   | Goodnight Vienna                                           |                        |
| "A Dose of Rock 'n' Roll" com "Cryin'" | 1976 | —                                   | 37                                  | —                                   | 20                                  | 43                                  | 42                                  | —                                   | —                                   | —                                   | —                                   | 26                                  | 44                                  | —                                   | Ringo's Rotogravure                                        |                        |
| "Hey! Baby" com "Lady Gaye" | 1976 | —                                   | —                                   | —                                   | 66                                  | —                                   | —                                   | —                                   | —                                   | —                                   | —                                   | 74                                  | —                                   | —                                   | Ringo's Rotogravure                                        |                        |
| "Las Brisas" com "Cryin'" | 1976 | —                                   | —                                   | —                                   | —                                   | —                                   | —                                   | —                                   | —                                   | —                                   | —                                   | —                                   | —                                   | —                                   | Ringo's Rotogravure                                        |                        |
| "You Don't Know Me at All" com "Cryin'" | 1976 | —                                   | —                                   | —                                   | —                                   | —                                   | —                                   | —                                   | 24                                  | —                                   | —                                   | —                                   | —                                   | —                                   | Ringo's Rotogravure                                        |                        |
| "Wings" com "Just A Dream" | 1977 | —                                   | —                                   | —                                   | —                                   | —                                   | —                                   | —                                   | —                                   | —                                   | —                                   | —                                   | —                                   | —                                   | Ringo the 4th                                              |                        |
| "Drowning in the Sea of Love" com "Just A Dream" | 1977 | —                                   | —                                   | —                                   | —                                   | —                                   | —                                   | —                                   | —                                   | —                                   | —                                   | —                                   | —                                   | —                                   | Ringo the 4th                                              |                        |
| "Sneaking Sally Through The Alley" com "Tango All Night" | 1977 | —                                   | —                                   | —                                   | —                                   | —                                   | —                                   | —                                   | —                                   | —                                   | —                                   | —                                   | —                                   | —                                   | Ringo the 4th                                              |                        |
| "Tango All Night" com "It's No Secret" | 1977 | —                                   | —                                   | —                                   | —                                   | —                                   | —                                   | —                                   | —                                   | —                                   | —                                   | —                                   | —                                   | —                                   | Ringo the 4th                                              |                        |
| "Lipstick Traces (On a Cigarette)" com "Old Time Relovin'" | 1978 | —                                   | —                                   | —                                   | —                                   | —                                   | —                                   | —                                   | —                                   | —                                   | —                                   | —                                   | —                                   | —                                   | Bad Boy                                                    |                        |
| "Heart On My Sleeve" com "Who Needs A Heart" | 1978 | —                                   | —                                   | —                                   | —                                   | —                                   | —                                   | —                                   | —                                   | —                                   | —                                   | —                                   | —                                   | —                                   | Bad Boy                                                    |                        |
| "Tonight" com "Heart On My Sleeve" | 1978 | —                                   | —                                   | —                                   | —                                   | —                                   | —                                   | —                                   | —                                   | —                                   | —                                   | —                                   | —                                   | —                                   | Bad Boy                                                    |                        |
| "Wrack My Brain" com "Drumming Is My Madness" | 1981 | —                                   | —                                   | 32                                  | —                                   | —                                   | —                                   | —                                   | —                                   | —                                   | 10                                  | 38                                  | —                                   | —                                   | Stop and Smell the Roses                                   |                        |
| "Private Property" com "Stop and Take The Time To Smell The Roses" | 1982 | —                                   | —                                   | —                                   | —                                   | —                                   | —                                   | —                                   | —                                   | —                                   | —                                   | —                                   | —                                   | —                                   | Stop and Smell the Roses                                   |                        |
| "In My Car" com "As Far as We Can Go" | 1983 | —                                   | —                                   | —                                   | —                                   | —                                   | —                                   | —                                   | —                                   | —                                   | —                                   | —                                   | —                                   | —                                   | Old Wave                                                   |                        |
| "Act Naturally"[E] (Buck Owens e Ringo Starr) | 1989 | —                                   | —                                   | —                                   | —                                   | —                                   | —                                   | —                                   | —                                   | —                                   | —                                   | —                                   | —                                   | —                                   | Act Naturally (Buck Owens)                                 |                        |
| "It Don't Come Easy" (ao vivo) (Ringo Starr & His All Starr Band) | 1990 | —                                   | —                                   | —                                   | —                                   | —                                   | —                                   | —                                   | —                                   | —                                   | —                                   | —                                   | —                                   | —                                   | Ringo Starr and His All-Starr Band                         |                        |
| "Weight of the World" com "After All These Years" | 1992 | 74                                  | —                                   | —                                   | 61                                  | —                                   | 51                                  | —                                   | —                                   | —                                   | 21                                  | —                                   | —                                   | —                                   | Time Takes Time                                            |                        |
| "Don't Go Where The Road Don't Go" com "Don't Know A Thing About Love" | 1992 | —                                   | —                                   | —                                   | —                                   | —                                   | —                                   | —                                   | —                                   | —                                   | —                                   | —                                   | —                                   | —                                   | Time Takes Time                                            |                        |
| "La De Da" com "Everyday" | 1998 | 63                                  | —                                   | —                                   | —                                   | —                                   | —                                   | —                                   | —                                   | —                                   | —                                   | —                                   | —                                   | —                                   | Vertical Man                                               |                        |
| "Never Without You" com "Instant Amnesia" | 2003 | —                                   | —                                   | —                                   | —                                   | —                                   | —                                   | —                                   | —                                   | —                                   | —                                   | —                                   | —                                   | —                                   | Ringo Rama                                                 |                        |
| "Tears In Heaven" (Save the Children: Mary J. Blige, Andrea Bocelli, Phil Collins, Robert Downey Jr., Josh Groban, Elton John, Katie Melua, Kelly Osbourne, Ozzy Osbourne, Pink, Gavin Rossdale, Ringo Starr, Gwen Stefani, Steven Tyler, Velvet Revolver) | 2005 | —                                   | —                                   | —                                   | —                                   | —                                   | —                                   | —                                   | —                                   | —                                   | —                                   | —                                   | —                                   | —                                   | Hurricane Relief: Come Together Now (vários artistas)      |                        |
| "Liverpool 8" com "For Love" | 2007 | 99                                  | —                                   | —                                   | —                                   | —                                   | —                                   | —                                   | —                                   | —                                   | —                                   | —                                   | —                                   | —                                   | Liverpool 8                                                |                        |
| "The Official BBC Children In Need Medley" (como Thomas the Tank Engine, parte de Peter Kay's Animated All Star Band) "The Unofficial BBC Children in Need Medley"                                                                                         | 2009 | 1                                   | —                                   | —                                   | —                                   | —                                   | —                                   | —                                   | —                                   | —                                   | —                                   | —                                   | —                                   | —                                   | Single sem álbum                                           |                        |
| "Walk with You" (com Paul McCartney) Single de uma faixa | 2009 | —                                   | —                                   | —                                   | —                                   | —                                   | —                                   | —                                   | —                                   | —                                   | —                                   | —                                   | —                                   | —                                   | Y Not                                                      |                        |
| "Wings" | 2012 | —                                   | —                                   | —                                   | —                                   | —                                   | —                                   | —                                   | —                                   | —                                   | —                                   | —                                   | —                                   | —                                   | Ringo 2012                                                 |                        |
| "Postcards from Paradise" | 2015 | —                                   | —                                   | —                                   | —                                   | —                                   | —                                   | —                                   | —                                   | —                                   | —                                   | —                                   | —                                   | —                                   | Postcards from Paradise                                    |                        |
| "Children of the Revolution (Born to Boogie Version)" com "Tutti Frutti" (Marc Bolan & T. Rex part. Elton John e Ringo Starr) | 2016 | —                                   | —                                   | —                                   | —                                   | —                                   | —                                   | —                                   | —                                   | —                                   | —                                   | —                                   | —                                   | —                                   | Born To Boogie: The Soundtrack Album (Marc Bolan & T. Rex) |                        |
| "Now The Time Has Come" (apresentando Billy Valentine, Casey McPherson, Christian Collins, Colin Hay, James Maslow, Kirsten Collins, Maddi Jane, Richard Page e Wesley Stromberg)                                                                          | 2017 | —                                   | —                                   | —                                   | —                                   | —                                   | —                                   | —                                   | —                                   | —                                   | —                                   | —                                   | —                                   | —                                   | Single sem álbum                                           |                        |
| "Give More Love" | 2017 | —                                   | —                                   | —                                   | —                                   | —                                   | —                                   | —                                   | —                                   | —                                   | —                                   | —                                   | —                                   | —                                   | Give More Love                                             |                        |
| "We're On the Road Again" | 2017 | —                                   | —                                   | —                                   | —                                   | —                                   | —                                   | —                                   | —                                   | —                                   | —                                   | —                                   | —                                   | —                                   | Give More Love                                             |                        |
| "So Wrong For So Long" | 2017 | —                                   | —                                   | —                                   | —                                   | —                                   | —                                   | —                                   | —                                   | —                                   | —                                   | —                                   | —                                   | —                                   | Give More Love                                             |                        |
| "Standing Still" | 2017 | —                                   | —                                   | —                                   | —                                   | —                                   | —                                   | —                                   | —                                   | —                                   | —                                   | —                                   | —                                   | —                                   | Give More Love                                             |                        |
| "What's My Name" | 2019 | —                                   | —                                   | —                                   | —                                   | —                                   | —                                   | —                                   | —                                   | —                                   | —                                   | —                                   | —                                   | —                                   | What's My Name                                             |                        |
| "Grow Old With Me" | 2019 | —                                   | —                                   | —                                   | —                                   | —                                   | —                                   | —                                   | —                                   | —                                   | —                                   | —                                   | —                                   | —                                   | What's My Name                                             |                        |
| "Here's to the Nights" (apresentando Paul McCartney, FINNEAS, Dave Grohl, Sheryl Crow, Lenny Kravitz, Steve Lukather, Joe Walsh & Chris Stapleton) | 2020 | —                                   | —                                   | 85                                  | —                                   | —                                   | —                                   | —                                   | —                                   | —                                   | —                                   | —                                   | —                                   | —                                   | Zoom In                                                    |                        |
| "Zoom In Zoom Out" | 2021 | —                                   | —                                   | —                                   | —                                   | —                                   | —                                   | —                                   | —                                   | —                                   | —                                   | —                                   | —                                   | —                                   | Zoom In                                                    |                        |
| "—" indica lançamentos que não chegaram às paradas ou não foram lançados naquele país. |      |                                     |                                     |                                     |                                     |                                     |                                     |                                     |                                     |                                     |                                     |                                     |                                     |                                     |                                                            |                        |

Notas
- E^ "Act Naturally" também chegou ao número 27 na Billboard Hot Country Songs e ao número 50 na Canadian Country Songs.

### Singlespromocionais
| Ano  | Single                                 | Álbum                                    |
| ---- | -------------------------------------- | ---------------------------------------- |
| 1991 | "You Never Know"                       | Curly Sue: Music From The Motion Picture |
| 1998 | "King of Broken Hearts"                | Vertical Man                             |
| 1998 | "One"                                  | Vertical Man                             |
| 1999 | "Come on Christmas, Christmas Come On" | I Wanna Be Santa Claus                   |
| 2003 | "Imagine Me There"                     | Ringo Rama                               |
| 2005 | "Fading in Fading Out"                 | Choose Love                              |
| 2008 | "It's Love"                            | Single sem álbum                         |
| 2014 | "I Wish I Was a Powerpuff Girl"        | Single sem álbum                         |

## EPs
| Título             | Detalhes do álbum                                                                                                |
| ------------------ | --- |
| 4-Starr Collection | - Lançamento: 1995 - Gravadora: Rykodisc - Formato: Extended play                                                |
| Zoom In            | - Lançamento: 19 de março de 2021 - Gravadora: UMe - Formato: CD, download digital, streaming, vinil, cassete    |
| Change the World   | - Lançamento: 24 de setembro de 2021 - Gravadora: UMe - Formato: CD, download digital, streaming, vinil, cassete |

## Colaborações e outras aparições

### Como artista convidado
| Ano  | Título | Artista                   | Álbum                                                                                |
| ---- | --- | ------------------------- | ------------------------------------------------------------------------------------ |
| 1971 | "It Don’t Come Easy" (ao vivo)                                                                              | George Harrison & Friends | The Concert for Bangladesh                                                           |
| 1988 | "When You Wish upon a Star"                                                                                 | Vários artistas           | Stay Awake: Various Interpretations of Music from Vintage Disney Films               |
| 1990 | "With a Little Help from My Friends" (ao vivo) (Ringo Starr & His All Starr Band)                           | Vários artistas           | Nobody's Child: Romanian Angel Appeal                                                |
| 1991 | "You Never Know"                                                                                            | Vários artistas           | Curly Sue: Music from the Motion Picture                                             |
| 1995 | "Lay Down Your Arms" (Ringo Starr e Stevie Nicks)                                                           | Vários artistas           | For the Love of Harry: Everybody Sings Nilsson                                       |
| 1996 | "Honey Don't" (Carl Perkins e Ringo Starr)                                                                  | Carl Perkins              | Go Cat Go!                                                                           |
| 2002 | "Photograph" (ao vivo) "Honey Don't" (ao vivo)                                                              | Vários artistas           | Concert for George                                                                   |
| 2003 | "Boys" (Jools Holland e Ringo Starr)                                                                        | Jools Holland             | Jack O The Green                                                                     |
| 2006 | "Honey Don't" (ao vivo) "Matchbox" (ao vivo) (a última tocada por Carl Perkins, Eric Clapton e Ringo Starr) | Carl Perkins & Friends    | Blue Suede Shoes: A Rockabilly Session                                               |
| 2006 | "Sweet Little Sixteen" (Jerry Lee Lewis e Ringo Starr)                                                      | Jerry Lee Lewis           | Last Man Standing                                                                    |
| 2011 | "Think It Over" (mais tarde incluída no álbum Ringo 2012 (2012))                                            | Vários artistas           | Listen to Me: Buddy Holly                                                            |
| 2012 | "Wings" (ao vivo) (Ringo Starr & His All Starr Band)                                                        | Vários artistas           | Songs After Sandy: Friends of Red Hook For Sandy Relief                              |
| 2014 | Cut You Lose (Kenny Wayne Shepherd feat. Ringo Starr)                                                       | Kenny Wayne Shepherd      | Goin' Home                                                                           |
| 2015 | "Photograph" (ao vivo) "Boys" (ao vivo) "With a Little Hep from My Friends" (ao vivo)                       | Vários artistas           | The Lifetime Of Peace & Love Tribute Concert - Benefiting The David Lynch Foundation |
| 2018 | "Hey, Would You Hold It Down?"                                                                              | Vários artistas           | King Of The Road: Tribute To Roger Miller                                            |

### Como músico de estúdio e compositor
| Ano  | Artista                          | Álbum                                                                 | Nota |
| ---- | -------------------------------- | --------------------------------------------------------------------- | --- |
| 1964 | Alma Cogan                       | Single                                                                | Bateria (possivelmente) em "It's You" |
| 1968 | George Harrison                  | Wonderwall Music                                                      | |
| 1969 | Jackie Lomax                     | Is This What You Want?                                                | Tocou em várias faixas |
| 1970 | Howlin' Wolf                     | The London Howlin' Wolf Sessions                                      | Bateria em "I Ain't Superstitious" |
| 1970 | Doris Troy                       | Doris Troy                                                            | Bateria no álbum todo e co-compositor em "Gonna Get My Baby Back" e "You Give Me Joy Joy".                                                                                                  |
| 1970 | John Lennon                      | John Lennon/Plastic Ono Band                                          | Bateria no álbum todo |
| 1970 | Yoko Ono                         | Yoko Ono/Plastic Ono Band                                             | |
| 1970 | George Harrison                  | All Things Must Pass                                                  | Tocou em várias faixas |
| 1970 | Leon Russell                     | Leon Russell                                                          | Bateria no álbum todo |
| 1970 | Stephen Stills                   | Stephen Stills                                                        | Bateria em "To a Flame" e "We Are Not Helpless" |
| 1971 | Radha Krishna Temple (London)    | The Radha Krsna Temple                                                | Bateria em "Govinda" |
| 1971 | Yoko Ono                         | Fly                                                                   | Bateria em "Don't Worry, Kyoko" |
| 1971 | B.B. King                        | B.B. King in London                                                   | Bateria em "Ghetto Woman", "Wet Hayshark" e "Part-Time Love" |
| 1971 | George Harrison & Friends        | The Concert for Bangladesh                                            | Bateria no álbum todo |
| 1972 | Peter Frampton                   | Wind of Change                                                        | Bateria em "Alright" e "The Lodger" |
| 1972 | Bobby Keys                       | Bobby Keys                                                            | Bateria |
| 1972 | Lon & Derrek Van Eaton           | Brother                                                               | Bateria em "Sweet Music" e "Another Thought" |
| 1972 | London Symphony Orchestra        | Tommy – As Performed by the London Symphony Orchestra & Chamber Choir | Vocais em "Fiddle About" e "Tommy's Holiday Camp" |
| 1972 | Harry Nilsson                    | Son of Schmilsson                                                     | Bateria |
| 1972 | Bobby Hatfield                   | Single                                                                | Bateria em "Oo Wee Baby, I Love You" |
| 1973 | George Harrison                  | Living in the Material World                                          | Bateria no álbum todo |
| 1974 | Harry Nilsson                    | Son of Dracula                                                        | Bateria em "Daybreak" |
| 1974 | Harry Nilsson                    | Pussy Cats                                                            | Bateria no álbum todo |
| 1974 | Ravi Shankar                     | Shankar Family & Friends                                              | Bateria |
| 1974 | George Harrison                  | Dark Horse                                                            | Bateria no álbum todo |
| 1974 | Guthrie Thomas                   | Sittin' Crooked                                                       | Bateria |
| 1975 | Keith Moon                       | Two Sides of the Moon                                                 | Vocais e bateria no álbum todo; toca em "Do Me Good", "Move Over Ms. L", "Naked Man", "Real Emotion", "Solid Gold", "Together" e "Together Rap"                                             |
| 1975 | Harry Nilsson                    | Duit on Mon Dei                                                       | Bateria |
| 1975 | Carly Simon                      | Playing Possum                                                        | Bateria em "More and More" |
| 1975 | Stephen Stills                   | Stills                                                                | Bateria em "As I Come of Age" |
| 1976 | Vera Lynn                        | Single                                                                | Pandeiro em "Don't You Remember When" |
| 1976 | The Manhattan Transfer           | Coming Out                                                            | Bateria em "S.O.S" e "Zindy Lou" |
| 1976 | Guthrie Thomas                   | Lies and Alibis                                                       | Compositor, bateria, vocal em "Band of Steel"; bateria em "Good Days Are Rollin' In" e "Ramblin' Cocaine blues"                                                                             |
| 1976 | Kinky Friedman                   | Lasso from El Paso                                                    | Vocais em "Men's Room, L.A." |
| 1977 | The Alpha Band                   | Spark in the Dark                                                     | Bateria em "Born in Captivity" e "You Angel You" |
| 1977 | Peter Frampton                   | I'm in You                                                            | Bateria no álbum todo |
| 1977 | Attitudes                        | Good News                                                             | Bateria |
| 1978 | Lonnie Donegan                   | Puttin' on the Style                                                  | Bateria em "Ham 'N' Eggs" e "Have a Drink on Me" |
| 1978 | The Band                         | The Last Waltz                                                        | Bateria em "I Shall Be Released" |
| 1979 | Ian McLagan                      | Troublemaker                                                          | Bateria em "Hold On" |
| 1980 | Harry Nilsson                    | Flash Harry                                                           | Bateria |
| 1981 | Bob Dylan                        | Shot of Love                                                          | Bateria em "Heart of Mine" |
| 1981 | George Harrison                  | Somewhere in England                                                  | Bateria em "All Those Years Ago" |
| 1982 | Paul McCartney                   | Tug of War                                                            | Bateria em "Take It Away", "Ballroom Dancing" e "Wanderlust" |
| 1983 | Guthrie Thomas                   | Hobo Eagle Thief                                                      | [ 78 ] |
| 1983 | Paul McCartney                   | Pipes of Peace                                                        | Bateria no álbum todo |
| 1984 | Paul McCartney                   | Give My Regards to Broad Street                                       | Bateria no álbum todo |
| 1985 | The Beach Boys                   | The Beach Boys                                                        | Bateria e tímpano em "California Calling" |
| 1985 | Vários artistas                  | Fourth of July – A Rockin' Celebration of America                     | Bateria na versão ao vivo de "Back in the U.S.S.R." |
| 1985 | Artists United Against Apartheid | Sun City                                                              | Bateria |
| 1985 | Vários artistas                  | Trilha sonora de Water                                                | Bateria em "Freedom" |
| 1986 | Vários artistas                  | The Anti-Heroin Project: It's a Live-In World                         | Bateria em "You Know It Makes Sense" |
| 1987 | George Harrison                  | Cloud Nine                                                            | Bateria no álbum todo |
| 1989 | Tom Petty                        | Full Moon Fever                                                       | Bateria no videoclipe de "I Won't Back Down" |
| 1991 | Nils Lofgren                     | Silver Lining                                                         | Bateria, vocais |
| 1993 | Paul Shaffer                     | The World's Most Dangerous Party                                      | Aparece na canção "Burning Down The House" |
| 1994 | Tom Petty                        | Wildflowers                                                           | Bateria em "To Find a Friend" |
| 1996 | Tom Petty and the Heartbreakers  | Songs and Music from "She's the One"                                  | Bateria em "Hung Up and Overdue" |
| 1997 | Paul McCartney                   | Flaming Pie                                                           | Bateria e vocal de apoio em "Beautiful Night", bateria e co-compositor em "Really Love You". Também toca bateria em "Looking for You", lado B do single "Young Boy" (não lançado no álbum). |
| 1999 | Guthrie Thomas                   | Ghost Towns                                                           | Creditado como Performer |
| 2000 | Vários artistas                  | Trilha sonora de Steal This Movie!                                    | Bateria em "Power to the People" |
| 2000 | John Wetton                      | Sinister                                                              | Compositor em "Real World" |
| 2001 | Electric Light Orchestra         | Zoom                                                                  | Bateria em "Moment in Paradise" e "Easy Money" |
| 2002 | Vários artistas                  | Concert for George                                                    | Bateria em "For You Blue", "Something", "All Things Must Pass" e "While My Guitar Gently Weeps"                                                                                             |
| 2003 | Liam Lynch                       | Fake Songs                                                            | Bateria em "Cuz You Do" e "Try Me" |
| 2003 | Jools Holland                    | Jack o the Green: Small World Big Band Friends 3                      | "Boys" |
| 2004 | Soundtrack                       | 50 First Dates                                                        | Vocais em "My Little Grass Shack" (com Leon Redbone) |
| 2006 | Platinum Weird                   | Make Believe                                                          | Bateria em "Make Believe" e "If You Believe in Love" |
| 2009 | Klaus Voormann                   | A Sideman's Journey                                                   | Bateria |
| 2009 | Mark Hudson                      | The Artist                                                            | Bateria em "So You Are A Star" |
| 2010 | Jerry Lee Lewis                  | Mean Old Man                                                          | Bateria, vocais |
| 2010 | Gary Wright                      | Connected                                                             | Bateria |
| 2011 | Ben Harper                       | Give Till It's Gone                                                   | Bateria |
| 2012 | Ray Wylie Hubbard                | The Grifter's Hymnal                                                  | Címbalos, guitarra, palmas, vocais em "Coochy Coochy" |
| 2012 | Joe Walsh                        | Analog Man                                                            | Bateria |
| 2012 | Vários artistas                  | Songs After Sandy: Friends of Red Hook For Sandy Relief               | Bateria na versão ao vivo de "Rocky Mountain Way" |
| 2014 | Benmont Tench                    | You Should Be So Lucky                                                | Pandeiro |
| 2014 | Mark Hudson                      | The Hooligan                                                          | Aparece em "For Love" |
| 2017 | Jon Stevens                      | Starlight                                                             | Bateria em "One Way Street" |
| 2017 | Middleman Burr                   | MB                                                                    | Bateria em "When Ringo Joined The Band" |
| 2017 | Sheila E.                        | Iconic: Message 4 America                                             | Bateria em "Come Together/Revolution" |
| 2017 | Bob Dylan                        | The Bootleg Series Vol. 13: Trouble No More 1979–1981                 | Bateria em "Watered-Down Love" (Shot of Love Studio Outtake gravado em 15 de maio de 1981)                                                                                                  |
| 2019 | Rodney Crowell                   | Texas                                                                 | Bateria em "You're Only Happy When You're Miserable" |
| 2019 | Jenny Lewis                      | On The Line                                                           | Bateria em "Heads Gonna Roll" e "Red Bull & Hennessy" |
| 2020 | The Empty Hearts                 | Remember Days Like These                                              | Bateria |
| 2020 | Graham Gouldman                  | Modesty Forbids                                                       | Bateria em "Standing Next To Me" |

## Vídeo

### Álbuns de vídeo

#### Solo
- VH1 Storytellers - 1998

#### Ringo Starr and His All-Starr Band
- Most Famous Hits - 2003
- Tour 2003 - 2003
- Live at the Greek Theatre 2008 - 2010
- Ringo at the Ryman - 2013

### Videoclipes
| Ano  | Título                                              | Álbum                    |
| ---- | --------------------------------------------------- | ------------------------ |
| 1970 | "Sentimental Journey"                               | Sentimental Journey      |
| 1972 | "It Don't Come Easy" (versão 1)                     | Single sem álbum         |
| 1972 | "It Don't Come Easy" (versão 2)                     | Single sem álbum         |
| 1972 | "Back Off Boogaloo"                                 | Single sem álbum         |
| 1973 | "Photograph"                                        | Ringo                    |
| 1974 | "Only You (And You Alone)"                          | Goodnight Vienna         |
| 1976 | "You Don't Know Me at All"                          | Ringo's Rotogravure      |
| 1976 | "Hey! Baby"                                         | Ringo's Rotogravure      |
| 1977 | "Drowning in the Sea of Love"                       | Ringo the 4th            |
| 1978 | "You're Sixteen (You're Beautiful and You're Mine)" | Ringo                    |
| 1978 | "Tonight"                                           | Bad Boy                  |
| 1981 | "Wrack My Brain"                                    | Stop and Smell the Roses |
| 1981 | "Private Property"                                  | Stop and Smell the Roses |
| 1981 | "Stop and Take Time to Smell the Roses"             | Stop and Smell the Roses |
| 1989 | "Act Naturally" (com Buck Owens)                    | Act Naturally            |
| 1992 | "Weight of the World"                               | Time Takes Time          |
| 1992 | "Don't Go Where the Road Don't Go"                  | Time Takes Time          |
| 1998 | "La De Da"                                          | Vertical Man             |
| 2003 | "Never Without You"                                 | Ringo Rama               |
| 2008 | "Liverpool 8"                                       | Liverpool 8              |
| 2012 | "Wings"                                             | Ringo 2012               |
| 2014 | "I Wish I Was a Powerpuff Girl"                     | Single sem álbum         |
| 2015 | "Postcards from Paradise"                           | Postcards from Paradise  |
| 2017 | "Give More Love"                                    | Give More Love           |
| 2019 | "What's My Name"                                    | What's My Name           |